# Кунач (Глазуновский район)
Кунач — деревня в Глазуновском районе Орловской области России. 
Входит в Отрадинское сельское поселение в рамках организации местного самоуправления и в Отрадинский сельсовет в рамках административно-территориального устройства.

## География
Расположена в 1 км к югу от райцентра, посёлка городского типа Глазуновка, и в 58 км к юго-востоку от центра города Орёл.

## Население
| 2002 | 2010 |
| ---- | ---- |
| 534  | ↘504 |

Согласно результатам переписи 2002 года, в национальной структуре населения русские составляли 97 % от жителей.